# Pierre-Cyrille Hautcœur
 (décembre 2022).
Si vous disposez d'ouvrages ou d'articles de référence ou si vous connaissez des sites web de qualité traitant du thème abordé ici, merci de compléter l'article en donnant les références utiles à sa vérifiabilité et en les liant à la section « Notes et références ».
Pour les articles homonymes, voir Hautcœur.
Pierre-Cyrille Hautcœur, né le 9 octobre 1964 à Paris, est un économiste et historien français. Directeur d'études à l'École des hautes études en sciences sociales, il est spécialiste de l'histoire économique française des XIXe siècle et XXe siècle. De novembre 2012 à novembre 2017, il est président de l'École des hautes études en sciences sociales.

## Biographie

### Jeunesse et formation
Après des classes préparatoires au lycée Henri-IV, il intègre l'École normale supérieure en 1983 par le nouveau concours "sciences sociales" (devenu depuis B/L). Il obtient en 1985 une maîtrise d'histoire à l'Université Paris-Nanterre sous la direction de Maurice Lévy-Leboyer, et est reçu en 1986 à l'agrégation de l'enseignement du second degré de sciences économiques et sociales. 
Il obtient en 1986 un diplôme d'études approfondies (DEA) "Analyse et politique économiques" à l'EHESS sous la direction de François Bourguignon et un doctorat  de sciences économiques à l'université de Paris I en 1994 sous la direction de Christian de Boissieu.
Il est reçu premier à l'agrégation de l'enseignement supérieur en sciences économiques en 1998.

### Parcours professionnel
De 2001 à 2003, il a été conseiller du directeur de la recherche au Ministère de la recherche, adjoint puis successeur de Robert Hilbert et Antoine Lyon-Caen. Il a reçu en 2003 le prix du meilleur jeune économiste de France.
Il est actuellement directeur d'études à l'EHESS et professeur à l'École d'économie de Paris, après avoir enseigné à l’École normale supérieure (1989-96), à l'Université d'Orléans (1998-2002) et à l'Université de Paris I Panthéon-Sorbonne (2002-2006). 
Il a été élu président de l'EHESS le 24 novembre 2012. Le 25 novembre 2017, il ne se représente pas et est remplacé par Christophe Prochasson. Durant sa présidence, l'EHESS a réintégré son bâtiment historique du boulevard Raspail après son désamiantage et poursuivi le projet de Campus Condorcet; elle a quitté avec plusieurs autres établissements la Comue HESAM, s'est rapprochée de l'Université PSL  tout en cherchant à maintenir une relation coopérative étroite avec ses nombreux établissements partenaires dans toute la France et à l'étranger, coopération dont le Campus Condorcet est le symbole. 
Pierre-Cyrille Hautcœur est également chroniqueur pour le quotidien Le Monde, depuis 2011, président du Conseil d'administration de l'INED depuis 2020 et du CNAC depuis 2025. En 2023-24 il est président de l'Association française de science économique et de 2017 à 2019 de la European historical economics society.   

## Mission sur l'enseignement de l'économie
En octobre 2013, la Ministre de la Recherche et de l'Enseignement supérieur, Geneviève Fioraso, lui confie une mission officielle dont l'objectif est d'analyser la situation actuelle de l'ensemble de la filière sciences économiques, tant sur le plan de la recherche, dans une logique interdisciplinaire, que de la formation et de l'insertion professionnelle des étudiants. Il est chargé de faire des propositions de réformes du système français d'enseignement et de recherche en économie. L'installation de cette mission est motivée par les nombreuses critiques adressées aux économistes à la suite de la crise financière. Le choix d'un historien économiste est perçu comme un signe d'ouverture aux critiques. Le rapport, remis en juin 2014, fournit un état des lieux quantitatif et qualitatif de l'enseignement et de la recherche en sciences économiques en France, une bibliographie détaillée sur ces questions, et de nombreuses recommandations dont les vingt principales sont listées au début du rapport. L'auteur souligne en particulier la nécessité de diversifier davantage la formation de premier cycle des étudiants souhaitant se spécialiser en économie. Il prend position pour la réduction du rôle de l'agrégation dans le recrutement des professeurs des universités et contre la création d'une nouvelle section du Conseil national des universités, revendication de l'Association française d'économie politique.

## Recherches
Dans ses travaux, Pierre-Cyrille Hautcœur utilise les méthodes et les théories des sciences économiques pour renouveler la compréhension  de l'histoire financière et monétaire en premier lieu française. Il attache une importance particulière à la production de données de qualité à partir des archives ou des sources originales, à leur critique et à leur interprétation. Il a ainsi été à l'initiative de "l'équipement d'excellence" Données financières historiques (DFIH) qui rend disponibles et met en cohérence des données financières françaises depuis le début du XIXe siècle, et a piloté ou participé avec Angelo Riva à nombre d'autres projets français et européens à la suite de celui-ci.

## Publications
- Monnaie, finance, banque, adaptation de l’ouvrage de F. Mishkin Economics of Money, Banking and Financial Markets, Pearson, 2004 (avec Ch. Bordes and D. Lacoue-Labarthe). Nouvelles éditions mises à jour en 2007 et 2010.
- L'Insertion de l’économie française dans la compétition internationale au XXe siècle (direction, avec J-Ch. Asselain, M. Lévy-Leboyer, A. Straus et P. Verley), CHEFF, 2007.
- Le Marché financier français au XIXe siècle, 2 volumes, Publications de la Sorbonne, 2007 (direction avec G. Gallais-Hamonno).
- « Justice commerciale et histoire économique : enjeux et mesures » (direction) Histoire et Mesure, XXIII, 1, 2008.
- La Crise de 1929, La Découverte, 2009.
- La rupture ? La Grande Guerre, l'Europe et le XXe siècle, IGPDE, 2021 (co-direction avec P. Fridenson, F. Descamps et L. Quenouelle-Corre), disponible sur Open Edition.
- Une histoire économique et sociale : la France de la préhistoire à nos jours, Passés / composés, 2025 (co-direction avec C. Virlouvet)